# Triumfetta glabrior
Triumfetta glabrior är en malvaväxtart som först beskrevs av Thomas Archibald Sprague och Hutch., och fick sitt nu gällande namn av Martin Roy Cheek. Triumfetta glabrior ingår i släktet triumfettor, och familjen malvaväxter. Inga underarter finns listade i Catalogue of Life.